# Gahadavala
La dinastia Gahadavala (Gāhaḍavāla), també anomenada dels Gaharwar Rajputs en literatura vernacla, va governar part dels moderns estats de Uttar Pradesh i Bihar a l'Índia durant els segles xi i xii amb com capitals Kanyakubja (Kannauj) i Varanasi a la plana del Ganges.
Chandradeva, el primer monarca de la dinastia, va establir un regne sobirà en algun cop abans del 1090, després de la decadència del poder Kalachuri. El regne va assolir el seu zenit sota el seu net Govindachandra que va annexionar alguns dels territoris Kalachuris, es va defensar de les incursions gaznàvides i també va lluitar contra els Pales. El 1194, el net de Govindachandra, Jayachandra, va ser derrotat pels Gúrides, els quals van acabar amb el poder efectiu de la dinastia. El regne va deixar de existir quan els successors de Jayachandra van ser derrotats pel sultanat de Delhi el segle xii.

## Origen
Chandradeva, el primer monarca de la dinastia, era fill de Mahichandra i net de Yashovigraha. Les inscripcions Gahadavales diuen que Yashovigraha "va agafar la terra i es va fer amo del ceptre (o justícia)". No va portar cap títol reials, així que sembla que fou un petit príncep amb algunes victòries militars al seu crèdit. Probablement servia a un rei prominent, possiblement el rei Kalachuri Karna, del segle xi. El seu fill Mahichandra (àlies Mahitala o Mahiyala) va portar el títol feudatari de nṛpa, i és dit el que corresponia al que derrotava a diversos enemics. Podria haver estat un vassall Kalachuri.
Segons les inscripcions de 1093 i 1100 de Chandrawati, el Gahadavales van ocupar Kanyakubja (Kanauj) després que els descendents de Devapala havien estat destruïts. Aquest Devapala pot ser identificat com el rei de Kanauj de la dinastia Gurjara-Pratihara de la meitat del segle x.Chandradeva probablement va començar la seva carrera com a feudatari, però va declarar la independència en algun moment abans de 1089.
L'emergència sobtada dels Gahadavales van fer suposar que descendia d'una casa reial més antiga. Rudolf Hoernlé va proposar que els Gahadavales eren una branca de la dinastia Pala de Gauda, però aquesta teoria ha estat totalment refusada posteriorment. Una altra teoria identifica al fundador de la dinastia Chandradeva com el príncep Raixtrakuta de Kannauj Chandra, però aquesta teoria és contradita per l'evidència històrica. Per exemple, el Raixtrakutes de Kannauj reclamaven origen de la legendaria dinastia solar. D'altra banda, les inscxripcions Gahadavales diuen que van obtenir poder després de la destrucció de les dinasties solar i lunar. A més, Kumaradevi, la reina del sobirà Gahadavala Govindachandra era membre d'una branca dels Raixtrakutes. La seva inscripció de Sarnath esmenta els Gahadavales i els Raixtrakutes com a dues famílies distintes, i no indica que una fos una branca de l'altre.
Tot i així una altra teoria identifica Chandradeva com Chand Rai, un "casador d'elefants" segons l'historiador musulmà medieval Salman. El Diwan-i-Salman declara que un exèrcit gaznàvida dirigit per Mahmud (vers 971-1030) va envair India i va derrotat un personatge de nom Jaipal. Arran d'aquesta victòria, els caps feudataris per tot el país es van ajuntar per oferir lleialtat a Mahmud. Aquest va rebre tant elefants com regals d'aquests caps, que un estable d'elefants va ser instal·lat a Kannauj, amb Chand Rai com el seu director. Segons la teoria, Chand Rai va adquirir el govern de Kannauj però a canvi va prometre pagar un tribut als gaznàvides. Les incursions gaznàvides al regne Gahadavala serien el resultat del no-pagament d'aquest tribut. Les inscripcions Gahadavales esmenten un Turushka-danda (txa de "càstig turc"), la qual segons el proponents d'aquesta teoria, va ser recollit per pagar un tribut al Gaznàvida (turc) sobirà. Aquesta teoria pot ser criticada en diversos qüestions. Primer, cap crònica musulmana esmenta la imposició de cap tribut a Chand Rai. Segon, el significat de Turushka-danda no és segur. En fi, ni les fonts hindús ni les fonts musulmanes indiquen que les invasions gaznàvides fossin arran del impagament de tributs.

### Etimologia
L'etimologia del terme Gahadavala és incert. Aquest nom dinàstic apareix només en quatre inscripcions dels Gahadavales: tres inscriptions del net de Chandradeva, Govindachandra (com a príncep), i la inscripció de Sarnath feta per la seva muller Kumaradevi. Cap inscripció contemporània de les dinasties veïnes utilitzen el terme "Gahadavala" per descriure els governants de Kanyakubja o Varanasi. El nom dinàstic no apareix en literatura contemporània, incloent en les obres dels cortesans Gahadavala Shriharsha i Lakshmidhara (autor del Kṛtya-Kalpataru.
C. V. Vaidya I R. C. Majumdar, que va connectar els Gahadavales als Raixtrakutes, especula que el nom dinàstic podria haver derivat de "Gawarmad", un lloc esmentat en una inscripció de 1076 en llengua kanaresa. Tanmateix, el terme no és esmentat en les primeres inscripcions Gahadavales. Per això, si té alguna importància geogràfica assenyalaria als territoris novament adquirits a l'Índia del nord.
Segons els governants de l'estat feudal (zamindari) de Kantit, qui reclama descendència dels Gahadavales, el terme "Gahadavala" deriva de la paraula sànscrita grahavāra ("vencedor del planeta del mal"). La seva imaginària llegenda reclama que el fill de Yayati va adquirir el títol de grahavāra després de derrotar el planeta de mal (graha) Saturn.

## Territori
El poder Gahadavala es va concentrar en el que és ara la part oriental de Uttar Pradesh. En alguns moments el seu govern es va estendre a les parts occidentals de Bihar. El 1090 la inscripció de Chandrawati feta per Chandradeva diu que va protegir els llocs sagrats de Kashi (Varanasi), Kushika (Kannauj), Uttara Koshala (l'àrea al voltant de Ayodhya) i Indrasthaniyaka.
La identitat de Indrasthaniyaka és desconeguda, però a causa de la seva semblança a la paraula "Indraprastha", alguns erudits l'han identificat com la moderna Delhi. Basat en això, historiadors com Roma Niyogi ha proposat que els governants Tomara de Delhi podrien haver estat feudataris dels Gahadavales. Si aquesta suposició és certa, llavors el regne Gahadavala es va estendre fins a Delhi pel nord-oest. Tanmateix, l'evidència històrica suggereix que Delhi era sota el control dels Chahamanes de Vigraharaja IV (rei. 1150-1164), i abans sota els sobirans Tomara. Cap rècord històric indica que els Gahadavales governessin mai Delhi. Rahin (o Rahan), un poble al districte d'Etawah és el punt més llunyà al nord-oest on inscripcions Gahadavales han estat descobertes. Algunes monedes atribuïdes a Madanapala s'associen a Delhi, però segons el numismàtic P. C. Roy aquestes monedes foren de fet emeses per un rei Tomara del mateix nom. Segons Roy, Indrasthaniyaka hauria de ser identificat amb un lloc altre que no pas Delhi.

### Capital
Els Gahadavales estan associats amb dues ciutats antigues: Kanyakubja i Varanasi. Segons les llegendes medievals, Kanyakubja (Kannauj) era la seva capital. Tanmateix, segons Al-Biruni, la majoria de la ciutat de Kanyakubja era en ruïnes pel 1030, gairebé mig segle abans que el fundador de la dinastia, Chandradeva, ascendís al tron.
La gran majoria de les inscripcions Gahadavales han estat descobertes dins o al voltant de Varanasi; només una ha estat trobada a l'àrea de Kanyakubja.[19] La majoria d'aquestes inscripcions diuen que el rei va fer una donació després de banyar-se al riu Ganges a Varanasi.[20] Això suggereix que els reis Gahadavales principalment vivien dins o al voltant de Varanasi, la qual era la seva capital preferida. Probablement consideraven Kanyakubja com a 'capital d'honor', ja que havia estat caputal de importants regnes des del període Maukhari.
El 1104 la inscripció de Basahi de Madanapala diu que el seu pare Chandradeva havia fet de Kanyakubja la seva capital. Tanmateix, Madanapala el 1105 CE en la donació de Kamauli omet el paràgraf que esmenta Kanyakubja com la capital de Chandradeva, tot i que repeteix tots els altres versos introductoris de la donació de la inscripció de Basahi. Fora de la inscripció de Bahasi de 1104 cap altre inscripció descriu Kanyakubja com capital Gahadavala.
El historiador Roma Niyogi va teoritzar que Chandradeva temporalment hauria traslladat la seva seu de Varanasi a Kanyakubja, perquè Kanyakubja era reputada com la capital dels poders imperials més antics.[19] Tanmateix, els Gahadavales va perdre Kanyakubja a mans dels gaznàvides en algun moment entre 1104 i 1105 i el fill de Madanapala, Govindachandra, va haver de lliurar una guerra per recuperar-la. Com a resultat, els Gahadavales probablement van traslladar la seva darrera capital a Varanasi poc després del regnat de Chandradeva.

## Història

### Augment del poder
Pel darrer quart del segle xi, el centre-nord de l'Índia central era un agitat territori arran de les incursions gaznàvides i la manca d'un poder imperial fort. Els Gurjara-Pratihara havien deixat de existir. Els seus successors, com els Paramares i els Kalachuris, havien declinat en poder. En aquests temps de caos, el primer rei Gahadavala, Chandradeva, va portar estabilitat a la regió establint un govern fort. El 1104 la inscripció de Bashai (o Basahi) del seu fill Madanapala declara que va salvar la terra afligida després de les morts del rei Paramara Bhoja i el Kalachuri Karna.
Els Kalachuris van controlar l'àrea al voltant de Varanasi abans que els Gahadavales, i sembla que Chandradeva va agafar aquest territori d'ells. El rei Kalachuri derrotat per ell fou probablement el successor de Karna, Yashah-Karna. La inscripció de Chandradeva indica que també va provar d'expandir el seu regne cap a l'est, però la crònica Pala Ramacharitam suggereix que el seu plas va ser frustrat pel feudatari de Ramapala, Bhimayashas.

### Consolidació
Chandradeva fou succeït per Madanapala, que va fer front a invasions dels musulmans gaznàvides. És identificat amb "Malhi", qui era el rei de Kannauj (Kanyakubja) segons les cròniques musulmanes medievals. El Diwan-i-Salman de l'historiador musulmà contemporani Salman, declara que Malhi fou empresonat pels gaznèvides, i alliberat només després del pagament d'un rescat. Les inscripcions Gahadavales indiquem que el fill de Madanapala, Govindachandra, va dirigir les expedicions militars durant el seu regnat. Arran d'aquestes expedicions, el gaznèvides va ser forçats a concloure un tractat de pau amb els Gahadavales. El Kṛtya-Kalpataru, escrit pel seu cortesà Lakashidhara, suggereix que també va matar un general gaznèvida.

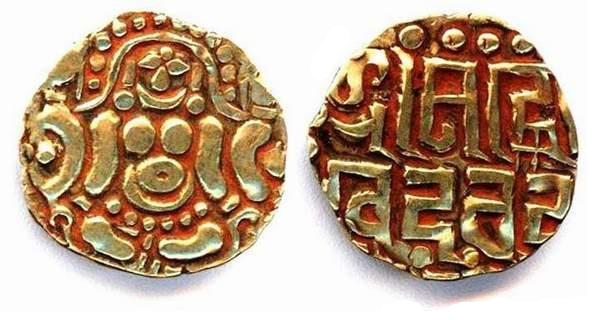
Un moneda de Govindachandra (rei vers 1114-1155). 4  masha i 1/2, or. Estil de Kalachuri.
Al anvers creu de quatre-braços sobre un lotus aguantat per dues mans
Revers: Inscripció en escriptura Nagari: 'éshrimad-Govindachandra'.

Govindachandra va succeir al seu pare com a rei Gahadavala en algun moment entre el 1109 i el 1114. Els Gahadavales esdevingueren el poder més prominent de l'Índia del nord arran de les seves conquestes militars i relacions diplomàtiques. La seva adopció dels títols Kalachuris i del seu tipus de monedes indiquen que van derrotar a un rei Kalachuri, probablement Yashah-Karna o el seu successor Gaya-Karna.
Com a príncep, Govindachandra sembla haver rebutjat una invasió Pala en algun moment abans del 1109. El conflicte Pala-Gahadavala va quedar aturat per unes quantes dècades arran del seu matrimoni amb Kumaradevi, una parenta del rei Pala, Ramapala. Evidència epigràfica suggereix que hi va haver un ressorgiment de la revalitat entre els Pales i els Gahadavales als anys 1140, durant el regnat de Govindachandra i el rei Pala Madanapala (que no ha de ser confós amb el pare de Govindachandra que tenia el mateix nom). Tot i que la identitat de l'agressor no és segura, el conflicte sembla que va passar pel control de el que és avui dia la part occidental de Bihar. Les inscripcions Pales i Gahadavales van ser emeses en aquesta àrea durant aquest període

### Decadència
La darrera inscripció de Govindachandra està datada el 1154 i la més antiga del seu successor, Vijayachandra, està datada el 1168. Un buit tan llarg és inusual per la dinastia, i pot indicar temps agitats a causa d'una invasió externa o una guerra de successió després de la mort de Govindachandra. Vijayachandra va fer front a una invasió gaznèvida que sembla que fou rebutjada, en algun moment abans del 1164. La seva dedicació a guardar les fronteres occodentals contra els gaznèvides pot haver causat la negligència de la frontera oriental del regne que més tard va resultar en una invasió dels Sena.
Jayachandra, el darrer rei poderós de la dinastia, va fer front a una invasió gúrida dirigida per Qutb al-Din Àibak. Va ser derrotat i mort a la batalla de Chandawar el 1194. Segons l'historiador musulmà contemporani Hasan Nizami, els gúrides llavors van saquejar Varanasi, on van destruir un nombre de temples. Després de la mort de Jayachandr, diversos caps feudataris locals van oferir la seva lleialtat als gúrides. Un llegendari relat al Prithviraj Raso declara que Jayachandra es va aliar als Gúrides contra Prithviraj Chauhan, que havia fugit amb la seva filla Samyukta. Tanmateix, tals llegendes no tenen suport en l'evidència històrica.
El fill de Jayachandra, Harishchandra, el va succeí en el tron Gahadavala. Segons una teoria, fou un vassall gúridal. Tanmateix, en una inscripció de 1197 a Kotwa, assumeix els títols d'un sobirà. És possible que retingués Kanyakubja després de la mort de Govindachandra, ja que cap historiador musulmà contemporani esmenta que els gúrides haguessin capturat la ciutat en aquell temps. Firishta fou l'escriptor més antic que va reclamar que els musulmans havien capturat Kannauj en els anys 1190, però el seu relat pot ser inexacte perquè va florir al voltant quatre segles més tard, al segle xvi. Harishchandra potser també va retenir Varanasi.
El destí definitiu de Harishchandra no és conegut, però fou probablement derrotat pel sultanat de Delhi sota Iltutmix. Una inscripció de 1237 del regnat d'un rei de nom Adakkamalla de la família Gahadavala va ser trobada al principat de Nagod (avui dia al districte de Satna a Madhya Pradesh). Adakkamalla podria haver estat el successor de Harishchandra. Una altra possibilitat és que Adakkamalla fos d'una branca diferent de la família que va governar un petit feu. Res se sap sobre els successors d'Adakkamalla.

### Suposats descendents
Les cròniques dels bards de Rajputana reclamen que els governants Rathors de Jodhpur descendien de la família del governant Gahadavala Jayachandra.[6] Per exemple, segons el Prithviraj Raso, Rathore era un epítet de Jayachandra (Jaichand). Els governants del principat de Manda que es descriuen com rathors, tracen el seu origen en un suposat germà de Jayachandra de nom Manik yachandra (Manik Chand). Aquestes reclamacions són d'origen posterior i la seva veracitat històrica és dubtosa.
Un relat musulmà reclama que els Bundeles era descendents d'homes Gaharwar Rajputs (Gahadavala) amb concubines de la comunitat Khangar. Els governants de l'antic estat feudal de Bijaipur-Kantit, prop de Mirzapur, també es descriuen com Gahrwars, i reclamen descendència dels Gahadavales.

## Administració
El Gahadavales va controlar el seu territori a través de caps feudataris semi-independents, els diversos títols dels quals van incloure Rāṇaka, Mahānāyaka, Mahārāja i Rāja.
Els oficials del rei van ser coneguts com a sócātyas. Els seus deures són descrits al Lakshmidhara Kṛtya-Kalpataru. Les principals posicions importants a la cort eren:
- mantrin (ministre)
- purohita (sacerdot reial)
- pratīhāra (camarlenc o oficial de palau)
- senapati (comandant en cap)
- bhāṇḍāgārika (tresorer o recaptador en cap)
- akṣapatalika (comptable general)
- bhiṣak (metge principal)
- naimittika (astròleg)
- antaḥpurika (a càrrec dels estatges de la reina)
- dūta (enviat o agent polític).

El yuvaraja (l'hereu aparent) i altres prínceps van fer donacions en el seu nom propi, mentre les donacions que feia la reina eren anunciades pel rei.
El territori directament governat pels reis Gahadavales estava sub-dividit en diverses divisions administratives:
- viṣaya: Províncies
- pathaka: sub-Províncies
- pattalā: Grup de pobles
- grāma: Pobles
- pāṭaka: Els llogarrets externs associats amb alguns pobles

## Activitats culturals
Segons les inscripcions Gahadavales, Govindachandra va ser patró de diferents branques del coneixement (com indica pel seu títol Vividha-vidya-vichara-vachaspati). El seu cortesà Lakshmidhara va compondre el Kṛtya-Kalpataru a petició del rei.
Vijayachandra també fou patró d'erudits i poetes incloent-hi Shriharsha, les obres del qual inclouen el Naishadha Charita i l'ara perduda Shri-Vijaya-Prashasti. El poeta de la cort de Jayachandra, Bhatta Kedar, va escriure un elogi titulat Jaichand Prakash (vers 1168) però l'obra s'ha perdut. Un altre elogi pedut sobre la seva vida és del poeta Madhukar i es diu Jaya-Mayank-Jasha-Chandrika (vers 1183).

## Religió
El Gahadavales adoraven a Vixnu. Per exemple, segons la inscripció de Kamauli de 1167, Jayachandra va ser iniciat com a devot de Krixna (una encarnació de Vishnu) com a príncep. Els reis van fer homenatge també a altres déus Hindús, incloent Xiva i Surya. Les inscripcions Gahadvales descriuen els reis com Parama-Maheshvara ("devots de Xiva").
Els Gahadavales foren també tolerant cap al budisme. Dos de les reines de Govindachandra — Kumaradevi i Vasantadevi — eren budistes. Una inscripció descoberta a Bodh Gaya suggereix que Jayachandra també va mostrar interès pel budisme. Aquesta inscripció comença amb una invocació a Gautama Buda, els Bodhisattaves, i un tal Shrimitra (Śbrocalītra). Shrimitra és anomenat com a perceptor (diksha-guru) de Kashisha Jayachchandra, identificat amb el futur rei Jayachandra. La inscripció enregistra la construcció d'un guha (monestir de cova) a Jayapura.
Les inscripcions Gahadavales esmenten un impost anomenat Turushka-danda ("càstig turc"). Alguns historiadors, com Sten Konow, va teoritzar que això era un impost imposat pels Turushkes (musulmans turcs), el qual implicava que els Gahadavales perseguien als Musulmans. Tanmateix, altres historiadors ho han interpretat com a contribució a un tribut que s'havia de pagar als Turushkes (Gaznèvides), o cap a despeses de guerra que implicaven enemics Turushkes.

## Llista de governants
- Chandradeva (vers 1089-1103)
- Madanapala (vers 1104-1113)
- Govindachandra (vers 1114-1155)
- Vijayachandra (vers 1155-1169), àlies Vijayapala o Malladeva
- Jayachandra (vers 1170-1194) anomenat Jai Chand en llegendes vernacles
- Harishchandra (vers 1194-1197)
- Adakamalla (testimoniat el 1237)

Adakkamalla està testificat per una inscripció de 1237 i podria haver estat el successor de Harishchandra. Però això no es pot dir amb certesa.